# Edward Cecot
Edward Cecot (Stettino, 1º luglio 1974) è un ex calciatore polacco, di ruolo difensore.